# Exocentrus hirtus
Exocentrus hirtus là một loài bọ cánh cứng trong họ Cerambycidae.